# Шейхзаманов, Мамедрза Иса оглы
Мамедрза Иса оглы Шейхзаманов (азерб. Məmmədrza İsa oğlu Şeyxzamanov; 1915, Елизаветполь — 1984, Баку) — азербайджанский советский актёр театра и кино, Народный артист Азербайджанской ССР (1974), лауреат Государственной премии Азербайджанской ССР (1984; посмертно).

## Биография
Мамедрза Шейхзаманов родился 4 августа 1915 года в городе Елизаветполь (Гянджа). С 1934 по 1936 год учился в студии Кировобадского драматического театра. С 1936 года по 1954 год с перерывами выступал на сцене Кировобадского драматического театра имени Джафара Джаббарлы. С 1954 по 1984 год играл на сцене Азербайджанского государственного драматического театра имени Мешади Азизбекова. 
Его лучшими ролями были Каджар, Хосров («Вагиф», «Фархад и Ширин» Самеда Вургуна), Имамьяр, Айдын («Яшар», «Айдын» Джафара Джаббарлы), Наби («Гачаг Наби» Сулеймана Рустама), Шахбазов («Глазной врач» Ислама Сафарли), Эдгар («Антоний и Клеопатра» Уильяма Шекспира), Гаджи Гасан («Мертвецы» Джалила Мамедкулизаде), часовщик («Кремлёвские куранты» Николая Погодина), Ихтияр («Иблис» Гусейна Джавида) и др.
Помимо театра Мамедрза Шейхзаманов играл в кино («Бахтияр», «Под знойным солнцем», «Тайна одной крепости», «Насими», «Звук свирели», «Я помню тебя, учитель», «Золотая пропасть» и др.).